# James Bolton
James Bolton (ur. 1735 w Warley Town, zm. 7 stycznia 1799 tamże) – angielski botanik, mykolog i ilustrator.

## Życiorys

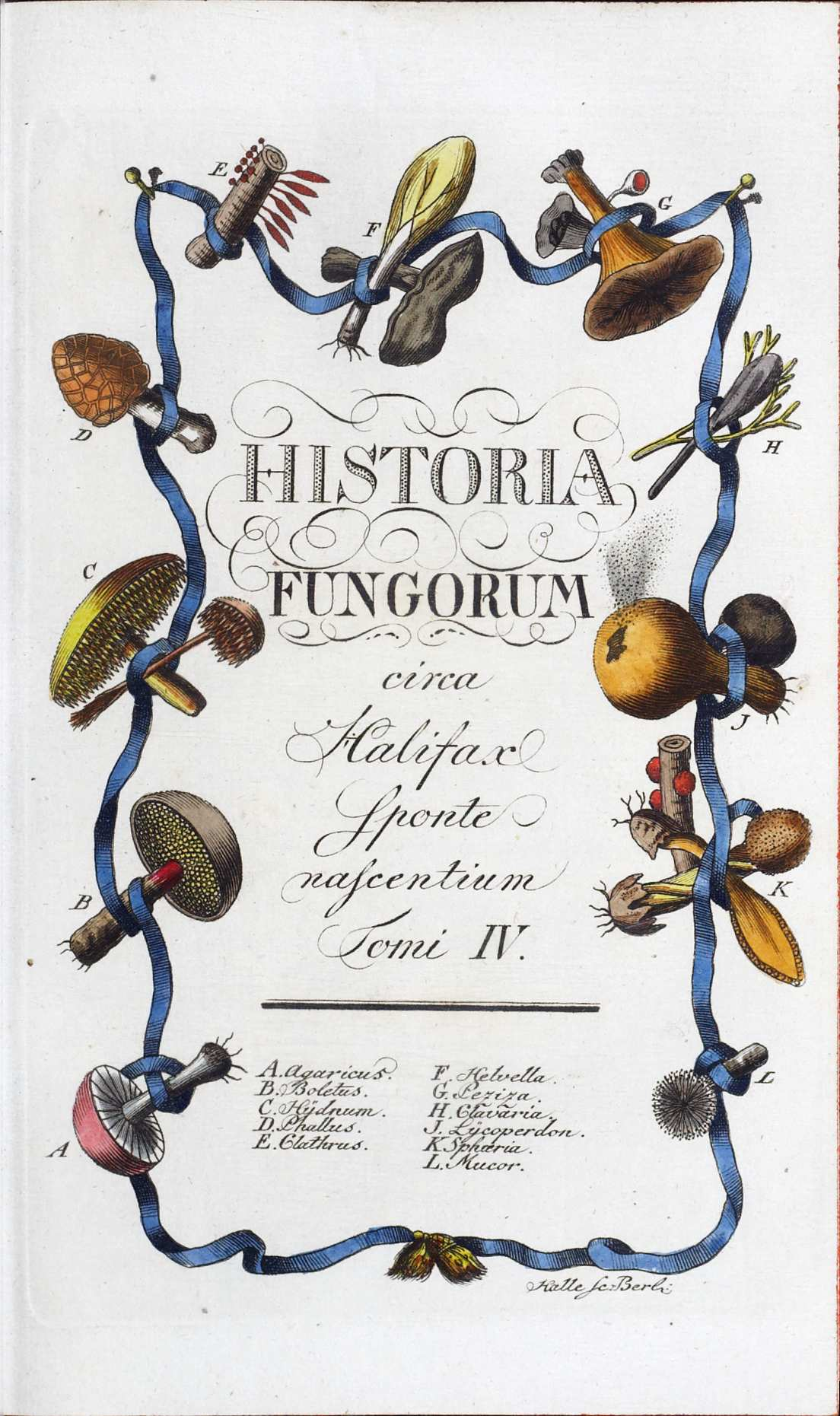
Historia fungorum (An History of Fungusses), 1795

James Bolton urodził się w pobliżu Warley w hrabstwie Yorkshire. Jego ojciec był tkaczem. James początkowo uczył się zawodu ojca, ale później został arendarzem w swojej rodzinnej wiosce Warley. W 1768 roku ożenił się z Sarah Blackburn i miał z nią czworo dzieci. Całe życie spędził w okolicach Halifaksu.

## Działalność botaniczna
James i jego starszy brat Thomas Bolton byli zapalonymi przyrodnikami. Obydwaj wnieśli swój wkład w opublikowanej w 1775 r. przez Johna Watsona The History and Antiquities of Parish of Halifax in Yorkshire. James Bolton rozwijał nadal swoje zainteresowania przyrodnicze, pisząc lub ilustrując wiele ważnych książek z zakresu historii naturalnej (tak wówczas nazywano biologię). W 1785 zilustrował książkę Flora Cantabrigiensis Richarda Relhana. W tym samym roku opublikował pierwszą swoją samodzielną pracę. Była to pierwsza część Filices Britannicae – dwutomowe, ilustrowane dzieło o paprociach brytyjskich. Nie tylko narysował ilustracje, ale sam je wyrył do druku. W książce tej m.in. jest odkryty przez niego nowy gatunek paproci Woodsia alpina. Po wydaniu tej książki księżna Portlandu, bogata Margaret Bentinck, zaangażowała go do zilustrowania swojej kolekcji muzealnej.

## Działalność w zakresie mykologii
Głównym zainteresowaniem Boltona stały się jednak grzyby, które starannie gromadził i w swoim domu ilustrował. Korespondował z wieloma znanymi mykologami swoich czasów, w tym z Jeanem Bulliardem, Jamesem Dicksonem, Johnem Lightfootem i Carlem Willdenowem. W rezultacie opublikował pierwszą anglojęzyczną pracę poświęconą grzybom. Był to trzytomowy  Bolton's three-volume An History of Fungusses growing about Halifax, opublikowany w latach 1788–1790. Sfinalizowanie tego dzieła było możliwe dzięki finansowemu wsparciu lorda Gainsborougha, który był jednym z patronów Boltona. Do tej pracy również sam wykonał akwaforty. Jest w niej wiele nowych, przez niego po raz pierwszy opisanych gatunków, m.in. Gymnopus peronatus, Coprinellus domesticus, Daldinia concentrica, Daedaleopsis confragosa, Lepiota cristata, Marasmius oreades.
Jest autorem jeszcze wielu innych ilustracji grzybów. Album z 233 niepublikowanymi obrazami grzybów, znany jako Icones fungorum circa Halifax nascentium, znajduje się w bibliotece zbiorów specjalnych Departamentu Rolnictwa Stanów Zjednoczonych. W Muzeum Historii Naturalnej znajduje się zbiór jego 36 „ilustracji grzybów”, a dodatkowe szkice znajdują się w bibliotece Earl of Derby w Knowsley Hall. Ze zgromadzonej sporej kolekcji eksykatów przetrwały nieliczne. Niektóre z jego okazów znajdują się w mykologicznym zielniku w Kew Gardens, a inne w zielniku Edwarda Robsona w Sunderland Museum.
W naukowych nazwach utworzonych przez Jamesa Boltona taksonów dodawany jest cytat Bolton.